# Чарльз III
Чарльз III, або Карл III[⇨] (англ. Charles III, King of the United Kingdom, вимовляється як /tʃɑːlz/, нар. 14 листопада 1948, Букінгемський палац, Лондон, Велика Британія) — король Сполученого Королівства та ще 14 країн Співдружності націй. Прямий спадкоємець Єлизавети II, був Герцогом Корнуольським і Герцогом Розесейським з 1952 року до свого сходження на престол у 2022 році. Як спадкоємець трону, він очікував його найдовше у британській історії: він був принцом Уельським довше всіх, маючи цей титул з липня 1958 року. Після смерті свого батька Філіпа 9 квітня 2021 року Чарльз також успадкував титул Герцога Единбурзького. Представник Віндзорської династії (по батькові — Ґлюксбурзького дому). Старший син британської королеви Єлизавети II та Філіпа, герцога Единбурзького. Народився в Букінгемському палаці. Перший онук короля Георга VI. Здобув освіту в школах Cheam і Ґордонстоун. Провів рік у кампусі гімназії Джилонг у Вікторії, Австралія. Здобув ступінь бакалавра мистецтв у Кембриджському університеті. Служив у британській авіації та на флоті (1971—1976). Одружився з Діаною Спенсер (1981), мав із нею двоє синів: Вільяма і Гаррі, але згодом розлучився (1996). Вдруге одружився із давньою подругою Каміллою Паркер Боулз (2005). Коронація Чарльза III та Камілли відбулася у Вестмінстерському абатстві 6 травня 2023 року.
Як принц Уельський Чарльз прийняв на себе офіційні обов'язки від імені Королеви та країн Співдружності. Чарльз в 1976 році заснував The Prince's Trust, спонсорує The Prince's Charities і є патроном, президентом і членом понад 400 інших благодійних організацій. Як еколог він підвищує обізнаність про органічне сільське господарство та зміну клімату, що принесло йому нагороди і визнання екологічних груп. Його підтримка альтернативної медицини, включно з гомеопатією, була розкритикована деякими фахівцями з медичного угруповання, і його погляди на роль архітектури в суспільстві та збереженні історичних будівель отримали значну увагу з боку британських архітекторів і критиків дизайну. З 1993 року Чарльз працює над створенням Паундбері, експериментального нового міста, заснованого відповідно до його архітектурних принципів.

## Імена
- Чарльз Філіп Артур Джордж (англ. Charles Philip Arthur George) — повне;[16]
- Карл Філіп Артур Георг — повне, за традицією іменування монарших осіб (українською)[17];
- Чарльз (англ. Charles) — скорочене;
- Карл — скорочене, за традицією іменування монарших осіб (українською)[17][18].

## Ранні роки
Чарльз народився в Букінгемському палаці в Лондоні під час правління його діда по материнській лінії Георга VI 14 листопада 1948 року, о 21:14 (GMT). Перша дитина в родині Єлизавети, герцогині Единбурзької (майбутньої королеви Єлизавети II), і Філіпа, герцога Единбурзького. Перший онук короля Георга VI і королеви Єлизавети.
15 грудня 1948 року в музичній кімнаті Букінгемського палацу відбулися хрестини принца (був хрещений архієпископом Кентерберійським, Джеффрі Фішером). Його хрещеною матір'ю стала принцеса Маргарет — сестра Єлизавети. У віці трьох років і трьох місяців (лютий 1952 року) став спадкоємцем британського престолу після смерті Георга VI і сходження на престол Єлизавети II.
Чарльз був присутній на коронації своєї матері у Вестмінстерському абатстві 2 червня 1953 року, де він сидів поруч з бабусею і тіткою. Як було заведено для дітей вищого класу в той час, гувернантка Кетрін Піблз була призначена для початку освіти принца від п'яти- до восьмирічного віку.
У 1955 році Букінгемський палац оголосив, що Чарльз буде відвідувати школу, а не мати приватного репетитора, що зробило його першим спадкоємцем, який отримав освіту в такий спосіб. 7 листопада 1956 року Чарльз розпочав заняття в школі Хілл Хаус, на заході Лондона. Він не отримав особливого ставлення від засновника та директора школи Стюарта Таундера, який порадив королеві, щоб Чарльз тренувався грати у футбол, оскільки хлопці ніколи не проявляли особливого ставлення на футбольному полі.
Потім Чарльз навчався в двох колишніх школах свого батька — Підготовчій школі Чим в Беркширі, Англія, з 1958 року, а потім в Ґордонстоуні на північному сході Шотландії, почав заняття там у квітні 1962 року. Хоча він, як повідомляється, описав Ґордонстоун, який відзначався особливо жорсткою навчальною програмою, як «Колдітц у кілях», згодом Чарльз похвалив Ґордонстоун, заявивши, що він навчив його «багато чому про себе та свої власні здібності та вади.. Це навчило мене приймати виклики та проявляти ініціативу». В інтерв'ю 1975 року він сказав, що «радий», що він відвідував Ґордонстоун і що «жорсткість місця» була «значно перебільшеною».
Він провів два семестри в 1966 році в кампусі Тімбертопу в гімназії Джилонг у Вікторії, Австралія, за цей час він відвідав Папуа Нову Гвінею у шкільній поїздці зі своїм викладачем історії Майклом Коллінсом Персе. У 1973 році Чарльз описав свій час у Тімбертопу, як найприємнішу частину всієї своєї освіти.
Після повернення до Ґордонстоуна Чарльз наслідував батька, ставши Гед Боєм. Він закінчив у 1967 році, з шістьма рівнями GCE та двома рівнями A в історії та французькій мові, відповідно до класів B та C. Про своє раннє навчання Чарльз пізніше зауважив: «Я не любив школу так сильно, як міг би, але це було лише тому, що вдома я щасливіший, ніж де-небудь ще».
Чарльз порушив королівську традицію вдруге, коли він вступив прямо до університету після А-рівня, а не вступив до Збройних сил Великої Британії. У жовтні 1967 р. Його прийняли до Трініті-коледжу, Кембридж, де він вивчав антропологію, археологію та історію. Під час свого другого курсу Чарльз відвідував Університетський коледж Уельсу в Абериствіт, вивчаючи історію та валлійську мову протягом семестру.
23 червня 1970 року він закінчив Кембридж, отримавши ступінь бакалавра мистецтв 2:2, таким чином ставши першим спадкоємцем, який отримав університетський ступінь. 2 серпня 1975 року йому було присвоєно ступінь магістра мистецтв у Кембриджі (у Кембриджі магістр мистецтв — це вчене звання, а не аспірантура).

## Принц Уельський
26 липня 1958 року Чарльзу було присвоєно титул принца Уельського і графа Честер, проте формальна церемонія інвеститури, в ході якої Єлизавета II поклала на голову сина вінець принца Уельського, пройшла тільки 1 липня 1969 року в замку Карнарвон в Уельсі.
Він зайняв місце в Палаті лордів у 1970 році, і виголосив свою першу промову в Палаті лордів в червні 1974 року, перший член королівської родини, який виступав в Палаті лордів з моменту Едуарда VII в 1884 році. Він знову виступив з промовою у 1975 році.
Принц Чарльз почав брати на себе більше публічних обов'язків, заснувавши Prince Trust в 1976 році, і подорожував до США у 1981 році. У середині 70 років ХХ століття принц виявив зацікавленість у виконанні обов'язків генерал-губернатора Австралії. Але через відсутність ентузіазму в громадськості пропозиція зійшла нанівець. Принц Чарльз ухвалив рішення, не без деякого жалю, він сказав: «Отже, про що ти думаєш, коли ти готовий зробити щось, щоб допомогти, і тобі просто сказали, що твоя допомога не потрібна?»
Чарльз є абсолютним рекордсменом в історії Британської монархії за тривалістю перебування в статусі спадкоємця британської корони, попередній рекорд належав королю Едуарду VII. Якщо він стане монархом, він буде найстаршою людиною, яка зробила це; нинішнім рекордсменом є Вільгельм IV, якому було 64 років, коли він став королем у 1830 році.
2009 року зауважили[хто?], що одну з пар чорних оксфордів «John Lobb» принц Чарльз безперервно носить з 1968 року. За цей час туфлі обросли величезною кількістю латок, але принц із ними не розлучається.
У березні 2020 та лютому 2022 року перехворів на коронавірусну хворобу 2019 (COVID-19).
У квітні 2022 року англійські соціологічні дослідження показували, що 42 % англійців вважають, що спадкоємець престолу повинен відійти в сторону, щоб на трон сів принц Вільям. Лише 24 % вважають, що принц Уельський Чарльз не повинен відмовлятись від трону, який так довго чекає. 29 % відповіли, що не турбуються про це взагалі. Тим не менш, дослідження показує, що 48 % англійців вважають, що принц Чарльз виконає свою роботу добре, порівняно з 19 %, які вважають, що принц Чарльз буде поганим королем, і 27 %, які вважають, що він буде виконувати свою роботу ні добре, ні погано.

## Правління

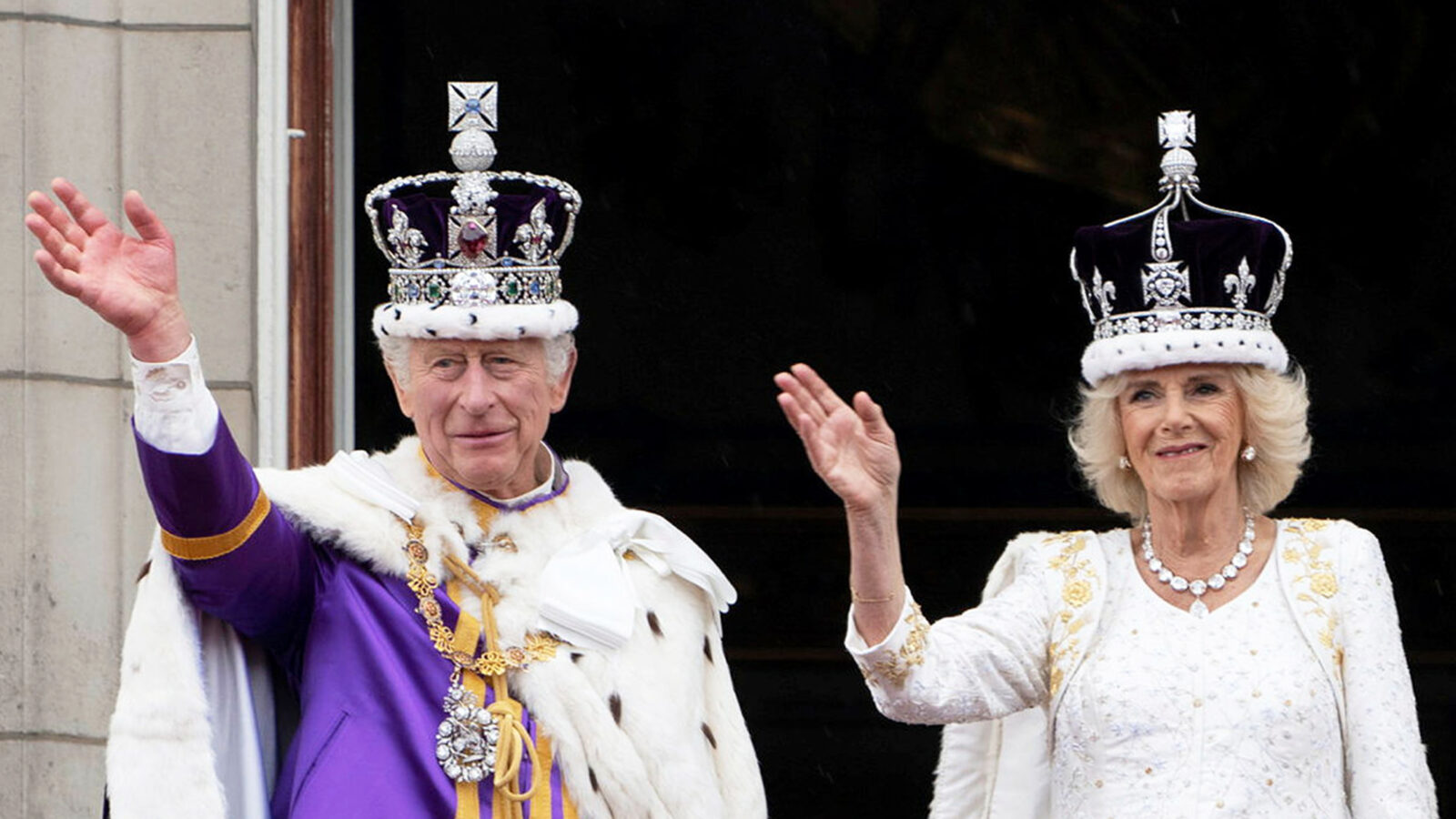
Король Чарльз III та королева Камілла на балконі Букінгемського палацу після коронації. 6 травня 2023

8 вересня 2022 року померла королева Єлизавета II — мати Чарльза. Того ж дня прем'єр-міністерка Ліз Трасс виступила з промовою та повідомила тронне ім'я, обране королем для свого правління, — Чарльз III. 10 вересня відбулася формальна прокламація Чарльза королем.
Коронація Чарльза III та Камілли відбулася у Вестмінстерському абатстві 6 травня 2023 року.
У листопаді 2022 року державний візит до Лондона здійснив президент Південно-Африканської Республіки Сиріл Рамафоса. У березні 2023 року король Чарльз III здійснив візит до Німеччини, а у вересні — до Франції. Тоді він став першим британським монархом, що виступив із промовою перед парламентами цих країн.
У січні 2024 року в Чарльза III виявили доброякісне новоутворення простати, через що він переніс хірургічне втручання. У лютому в короля виявили онкологічне захворювання. На певний період король відсторонився від виконання королівських обов'язків для лікування, однак повернувся до них у травні того ж року.
У червні 2024 року Чарльз III взяв участь у відзначенні 80-ї річниці висадки союзників у Нормандії.
5 липня 2024 року Чарльз III затвердив призначення на посаду прем'єр-міністра сера Кіра Стармера, представника Лейбористської партії, що перемогла на парламентських виборах.
У жовтні 2024 року Чарльз III разом із королевою Каміллою здійснили офіційний візит до Австралії та Самоа. На час туру король призупинив лікування раку, водночас програму візиту суттєво скоротили у зв'язку з діагнозом, зокрема, було скасовано візит до Нової Зеландії.

## Благодійна діяльність
З моменту заснування фонду Prince's Trust у 1976 році, використовуючи свої 7500 фунтів стерлінгів з компенсації при звільненні по службі у військово-морському флоті, Чарльз заснував ще 16 благодійних організацій і нині є президентом кожної з них. Разом вони утворюють вільний альянс — the Prince's Charities, яка описує себе як « найбільше багатопланове благодійне підприємство у Великобританії, яке щороку збирає понад 100 мільйонів фунтів стерлінгів … [і] активно працює в широкому діапазоні галузей, як-от освіта та робота з молоддю, екологічна стабільність, техногенне середовище, відповідальний бізнес і підприємництво та міжнародна діяльність». Отримавши титул принца Уельського, Чарльз став меценатом або директором більш ніж 800 інших благодійних організацій.
The Prince's Charities у Канаді була заснована у 2010 році, подібно до однойменної організації у Великій Британії. Чарльз використовує свої тури Канадою, щоб привернути увагу до молоді, людей з інвалідністю, довкілля, мистецтва, медицини, людей похилого віку, збереження спадщини та освіти. Він також заснував благодійну організацію Prince's Charities у Мельбурні для координації його австралійських та міжнародних благодійних починань.

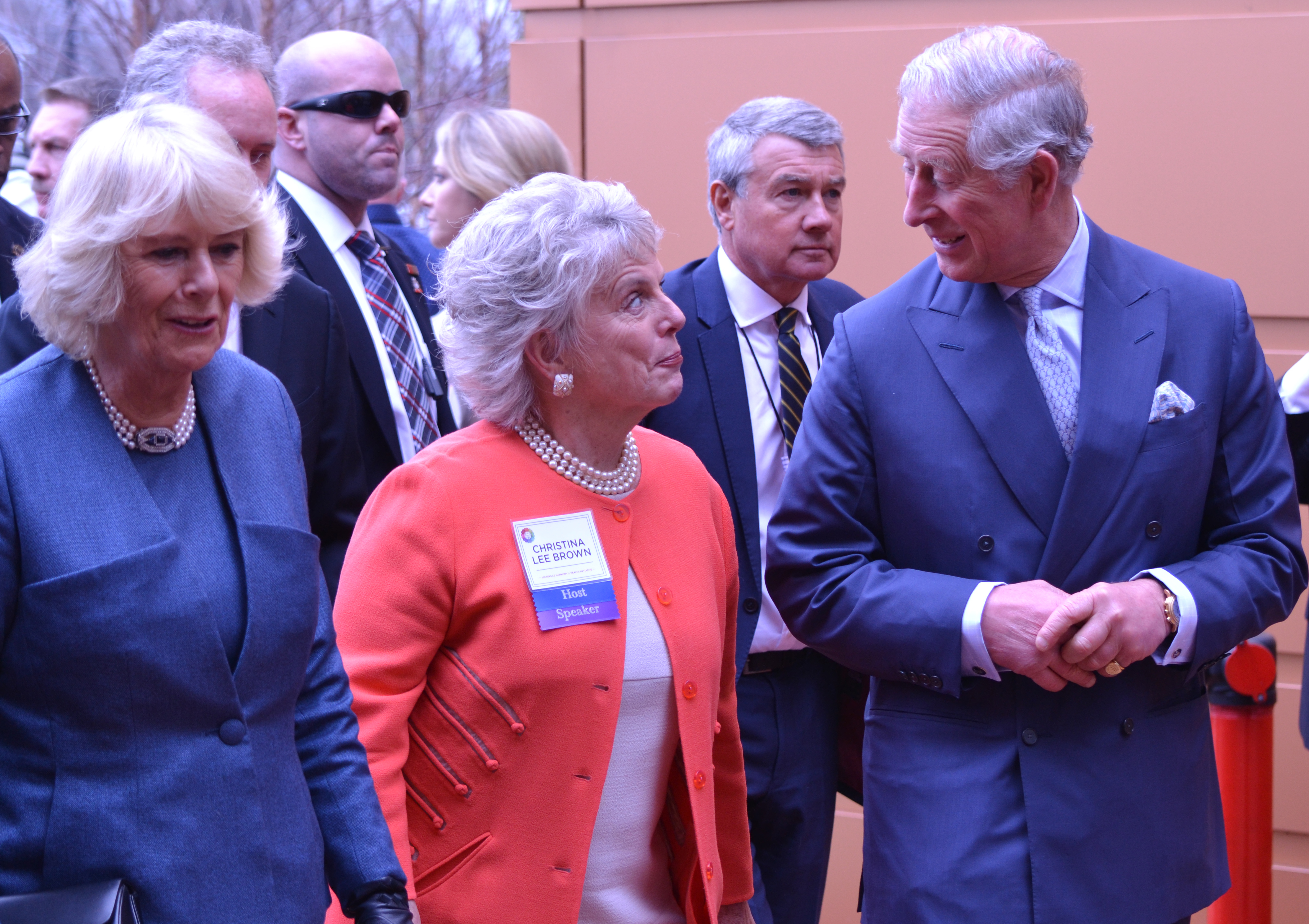
Чарльз із Каміллою під час відвідування Центру афроамериканської спадщини в Луїсвіллі, штат Кентуккі, березень 2015 року

Чарльз підтримував гуманітарні проєкти. Наприклад, він і його сини брали участь у церемоніях, присвячених Міжнародному дню боротьби за ліквідацію расової дискримінації 1998 року. Чарльз був одним із перших публічних діячів, який висловив серйозну стурбованість щодо стану прав людини румунського диктатора Ніколае Чаушеску, ініціювавши заперечення на міжнародній арені,  а згодом підтримав Фонд FARA, благодійну організацію для румунських сиріт і покинутих дітей.

### Розслідування щодо пожертвувань
Дві благодійні організації Чарльза, The Prince's Foundation та The Prince of Wales's Charitable Fund(пізніше перейменований на The King's Foundation (Фонд Колоря) та King Charles III Charitable Fund (Благодійний фонд короля Чарльза ІІІ) відповідно), потрапили під пильну увагу у 2021 та 2022 роках за прийняття пожертв, які ЗМІ вважали недоречними. У серпні 2021 року було оголошено, що Фонд Принца розпочинає розслідування цих звітів за підтримки Чарльза. Комісія з питань благодійності також розпочала розслідування заяв про те, що пожертви, призначені для Фонду Принца, були натомість надіслані до Фонду Махфуза. У лютому 2022 року Міська поліція Лондона розпочала розслідування звинувачень у виплаті почесних винагород, пов'язаних з фондом, та передала їхні докази Королівській прокуратурі для розгляду в жовтні. У серпні 2023 року Міська поліція Лондона оголосила про завершення розслідування та про те, що жодних подальших дій вживати не буде.
У червні 2022 року газета «Таймс» повідомила, що між 2011 і 2015 роками Чарльз приймав 3 мільйони євро готівкою від прем'єр-міністра Катару Хамада бін Джасіма бін Джабера Аль Тані. Не було жодних доказів того, що платежі були незаконними або що гроші не призначалися для благодійності, хоча Комісія з питань благодійності заявила, що перегляне інформацію, і оголосила в липні 2022 року, що подальшого розслідування не проводитиметься. Того ж місяця газета «Таймс» повідомила, що Благодійний фонд принца Уельського отримав пожертву в розмірі 1 мільйона фунта стерлінгів від Бакра бен Ладена та Шафіка бін Ладена – обидва зведені брати Осами бен Ладена – під час закритої зустрічі у 2013 році. Комісія з питань благодійності охарактеризувала рішення про прийняття пожертв як «справу довірених осіб» і додала, що розслідування не потрібно.

## Відвідини України і позиція щодо України

### Відвідини України
У вересні 1996 року принц Уельський Чарльз відвідав Україну на запрошення Президента України Леоніда Кучми. Серед іншого у Києві відвідав Софійський собор, Меморіал Вічної Слави, Києво-Могилянську академію, де був приємно вражений англомовними студентами і вітальними плакатами, потім відбув до Севастополя, де відвідав Меморіал британцям загиблим у Кримській війні.

### Позиція щодо України
1 березня 2022 року принц Чарльз засудив російське вторгнення держави-окупанта в Україну та висловив свою підтримку українцям, які чинять спротив агресору. «Ми солідарні з усіма, хто чинить опір жорсткій агресії», — заявив він. За словами принца, це — «атака на демократію, на відкрите суспільство, на саму свободу». Члени британської королівської родини рідко висловлюються щодо політичних питань, дотримуючись нейтральності. У квітні 2022 року принц Чарльз зустрівся з родиною, яка втекла від війни в Україні.

## Титул
З 8 вересня 2022 року:
- англ. His Majesty Charles, by the Grace of God, of the United Kingdom of Great Britain and Northern Ireland and of His other Realms and Territories King, Head of the Commonwealth, Defender of the Faith.
- укр. Його Величність Чарльз, милістю Божою Сполученого Королівства Великої Британії і Північної Ірландії та інших Його королівств і територій Король, Голова Співдружності, захисник віри.

Повний титул до сходження на престол
- англ. His Royal Highness Prince Charles Philip Arthur George, Prince of Wales, KG, KT, GCB, OM, AK, QSO, CC, PC, ADC, Earl of Chester, Duke of Edinburgh, Duke of Cornwall, Duke of Rothesay, Earl of Carrick, Baron of Renfrew, Lord of the Isles and Prince and Great Steward of Scotland.
- укр. Його Королівська Високість Принц Чарльз Філіп Артур Джордж, Принц Уельський, лицар Ордену Підв'язки, Ордену Будяка, Ордену Лазні, Ордену Заслуг, Ордену Австралії, Почесного ордену королеви, Ордену Канади, Таємної ради, особистий помічник Її Величності, граф Честер, Герцог Единбурзький, Герцог Корнвела, Герцог Розесей, граф Керрік, барон Ренфрю, Володар Островів і принц та Великий управитель Шотландії.

## Родина
1 Дружина (1981—1996) — Діана Спенсер
Діти:
- Вільям
- Гаррі

2 Дружина (з 2005) — Каміла Паркер Боулз
Діти: не було

### Родовід
|  |                                           |  |  |  |  |  |  |  |  |  |  |  |  |  |  |  |
|  | 8. Георг I, король Греції                 |  |  |  |  |  |  |  |  |  |  |  |  |  |  |  |
|  |                                           |  |  |  |  |  |  |  |  |  |  |  |  |  |  |  |
|  |                                           |  |  |  |  |  |  |  |  |  |  |  |  |  |  |  |
|  | 4. Андрій, грецький принц                 |  |  |  |  |  |  |  |  |  |  |  |  |  |  |  |
|  |                                           |  |  |  |  |  |  |  |  |  |  |  |  |  |  |  |
|  |                                           |  |  |  |  |  |  |  |  |  |  |  |  |  |  |  |
|  | 9. Ольга Костянтинівна, російська царівна |  |  |  |  |  |  |  |  |  |  |  |  |  |  |  |
|  |                                           |  |  |  |  |  |  |  |  |  |  |  |  |  |  |  |
|  |                                           |  |  |  |  |  |  |  |  |  |  |  |  |  |  |  |
|  | 2. Філіп, единбурзький герцог             |  |  |  |  |  |  |  |  |  |  |  |  |  |  |  |
|  |                                           |  |  |  |  |  |  |  |  |  |  |  |  |  |  |  |
|  |                                           |  |  |  |  |  |  |  |  |  |  |  |  |  |  |  |
|  | 10. Людвіг Александр Баттенберг           |  |  |  |  |  |  |  |  |  |  |  |  |  |  |  |
|  |                                           |  |  |  |  |  |  |  |  |  |  |  |  |  |  |  |
|  |                                           |  |  |  |  |  |  |  |  |  |  |  |  |  |  |  |
|  | 5. Аліса, баттенберзька принцеса          |  |  |  |  |  |  |  |  |  |  |  |  |  |  |  |
|  |                                           |  |  |  |  |  |  |  |  |  |  |  |  |  |  |  |
|  |                                           |  |  |  |  |  |  |  |  |  |  |  |  |  |  |  |
|  | 11. Вікторія Гессен-Дармштадтська         |  |  |  |  |  |  |  |  |  |  |  |  |  |  |  |
|  |                                           |  |  |  |  |  |  |  |  |  |  |  |  |  |  |  |
|  |                                           |  |  |  |  |  |  |  |  |  |  |  |  |  |  |  |
|  | 1. Чарльз, король Британії                |  |  |  |  |  |  |  |  |  |  |  |  |  |  |  |
|  |                                           |  |  |  |  |  |  |  |  |  |  |  |  |  |  |  |
|  |                                           |  |  |  |  |  |  |  |  |  |  |  |  |  |  |  |
|  | 12. Георг V, король Британії              |  |  |  |  |  |  |  |  |  |  |  |  |  |  |  |
|  |                                           |  |  |  |  |  |  |  |  |  |  |  |  |  |  |  |
|  |                                           |  |  |  |  |  |  |  |  |  |  |  |  |  |  |  |
|  | 6. Георг VI, король Британії              |  |  |  |  |  |  |  |  |  |  |  |  |  |  |  |
|  |                                           |  |  |  |  |  |  |  |  |  |  |  |  |  |  |  |
|  |                                           |  |  |  |  |  |  |  |  |  |  |  |  |  |  |  |
|  | 13. Марія, вюртемберзька принцеса         |  |  |  |  |  |  |  |  |  |  |  |  |  |  |  |
|  |                                           |  |  |  |  |  |  |  |  |  |  |  |  |  |  |  |
|  |                                           |  |  |  |  |  |  |  |  |  |  |  |  |  |  |  |
|  | 3. Єлизавета II, королева Британії        |  |  |  |  |  |  |  |  |  |  |  |  |  |  |  |
|  |                                           |  |  |  |  |  |  |  |  |  |  |  |  |  |  |  |
|  |                                           |  |  |  |  |  |  |  |  |  |  |  |  |  |  |  |
|  | 14. Клод Джордж Боуз-Лайон                |  |  |  |  |  |  |  |  |  |  |  |  |  |  |  |
|  |                                           |  |  |  |  |  |  |  |  |  |  |  |  |  |  |  |
|  |                                           |  |  |  |  |  |  |  |  |  |  |  |  |  |  |  |
|  | 7. Єлизавета (І), стратморська графиня    |  |  |  |  |  |  |  |  |  |  |  |  |  |  |  |
|  |                                           |  |  |  |  |  |  |  |  |  |  |  |  |  |  |  |
|  |                                           |  |  |  |  |  |  |  |  |  |  |  |  |  |  |  |
|  | 15. Cecilia Cavendish-Bentinck            |  |  |  |  |  |  |  |  |  |  |  |  |  |  |  |
|  |                                           |  |  |  |  |  |  |  |  |  |  |  |  |  |  |  |
|  |                                           |  |  |  |  |  |  |  |  |  |  |  |  |  |  |  |

## Цікаві факти
У місті Бахчисарай є вулиця Принца Уельського. Названа на честь візиту принца до Криму у 1996 році.